# Bloodsport (personaje)
Bloodsport es un alias utilizado por varios supervillanos ficticios que aparecen en los cómics estadounidenses publicados por DC Comics. Todas estas versiones existen en el universo compartido principal de DC, conocido como Universo DC. Creado por el escritor y artista John Byrne y el artista Karl Kesel, el Bloodsport original apareció por primera vez en Superman vol. 2 , # 4 (abril de 1987). Bloodsport es un adversario del superhéroe Superman, y la encarnación más notable fue Robert DuBois, quien originalmente usó el nombre de Bloodsport.
El personaje se ha adaptado sustancialmente de los cómics a varias formas de medios, incluidas series de televisión y largometrajes. La versión de Robert DuBois de Bloodsport hizo su debut televisivo de acción en vivo en Supergirl, interpretado por David St. Louis. En DC Extended Universe, Robert DuBois fue interpretado por Idris Elba en El Escuadrón Suicida (2021).

## Historial de publicaciones
El personaje de Robert DuBois, creado por el escritor y artista John Byrne y el artista Karl Kesel, apareció por primera vez en Superman vol. 2 , # 4 (abril de 1987) como Bloodsport. La segunda encarnación, Alexander Trent, hizo su primera aparición en Adventures of Superman # 507 (diciembre de 1993) y fue creada por el escritor Karl Kesel y los artistas Barry Kitson y Ray McCarthy. La tercera encarnación, conocida como Bloodsport III, hizo su primera aparición en Superman # 652 (julio de 2006) y fue creada por los escritores Kurt Busiek y Geoff Johns, y el artista Pete Woods. Demolitia, una versión femenina de Bloodsport, es presentada por el escritor David Michelinie y los artistas Kieron Dwyer y Denis Rodier en Action Comics # 718 (febrero de 1996), en el que adquirió la tecnología de Bloodsport.

## Biografía ficticia

### Robert DuBois
Robert DuBois es un evasor del reclutamiento de Vietnam, que tuvo un colapso mental y se obsesionó con la guerra de Vietnam después de enterarse de que su hermano había ido en su lugar. DuBois fue reclutado para servir en las Fuerzas Armadas de los Estados Unidos. Pero al recibir su aviso de incorporación, DuBois huyó a Canadá, no porque se opusiera moralmente a la guerra, sino porque temía a la muerte. El hermano menor de DuBois, Michael, se presentó a la inducción en su lugar, haciéndose pasar por Robert. Michael DuBois fue enviado a combatir en Vietnam, donde perdió sus brazos y piernas. Al enterarse de que su hermano había perdido las extremidades, DuBois se volvió loco de culpa. Pasó años entrando y saliendo de hospitales psiquiátricos en Canadá. Robert se obsesionó con la guerra de Vietnam.
Robert fue finalmente contactado por personas empleadas por el multimillonario Lex Luthor, quien buscó un peón para asesinar al archienemigo de Luthor, Superman. Los agentes de Luthor, bajo la dirección de un hombre llamado Kimberley, jugaron con las fijaciones de DuBois en Vietnam para condicionarlo psicológicamente a querer matar a Superman. También equiparon a DuBois con un arsenal de armas avanzadas y poderosas, incluida una pistola que disparaba agujas de Kryptonita. Luego, DuBois entró en acción en Metrópolis, llamándose Bloodsport. Ahora afirmó que tanto su hermano como él habían servido en combate en Vietnam y habían resultado heridos allí. Profesando rabia contra los ciudadanos de Metrópolis por desperdiciar la libertad por la que él y su hermano lucharon por defender, Bloodsport masacró indiscriminadamente a docenas de personas inocentes. En su primer enfrentamiento con Superman, Bloodsport lo debilitó severamente con una aguja de kryptonita. Después de recibir ayuda médica, Superman se enfrentó a Bloodsport una vez más. Incluso Luthor, indignado por el asesinato de tanta gente por Bloodsport, intentó detener al asesino loco. Superman logró que el dispositivo de teletransportación que Bloodsport usaba para llevarse las armas a sí mismo fallara. Bloodsport luego amenazó con detonar el paquete de energía de su teletransportador, explotando diez millas cuadradas de la ciudad. Sin embargo, el amigo de Superman, Jimmy Olsen, se enteró de la verdadera identidad de Bloodsport y localizó a su hermano. Enfrentado por Michael, Bloodsport se derrumbó de dolor y fue puesto bajo custodia.
DuBois tiene un breve encuentro con Deadshot, que finalmente fue interrumpido por Superman y Batman. También apareció en JLA / Avengers como un villano que embosca a Visión y Aquaman con un grupo de otros villanos. Más tarde lucha contra Iron Man, pero es detenido por Hal Jordan. DuBois permaneció en prisión durante varios años, y finalmente se ganó la enemistad de otro prisionero en la Isla Stryker que desde entonces había adoptado el nombre Bloodsport: Alexander Trent. Cuando la tensión racial comenzó a abrumar a la Isla Stryker, el director de la prisión decidió organizar un combate de box entre DuBois y Trent. Creía que esta era la forma ideal de permitir que los reclusos desahogaran sus frustraciones sin incitar a nuevos actos de violencia. Para salvaguardar la situación, el alcalde le pidió a Superman que arbitrara el partido. Sin embargo, estalló una revuelta, que resultó en que DuBois puso sus manos en una de las armas de Trent y la usó para hacer un agujero en la pared de la prisión. DuBois corrió por la libertad, pero aparentemente fue asesinado a tiros por guardias de la prisión armados en la torre de vigilancia.

### Alexander Trent
El personaje de Alex Trent es un fanático racista, miembro del grupo supremacista blanco que tanto Perry White como Franklin Stern encontraron en su juventud. Adopta el nombre Bloodsport, irónicamente usado anteriormente por un afroamericano. También tiene un teletransportador similar injertado en su cuerpo, que también puede usar para convocar armas. Es capturado por Superman después de que Ron Troupe destruye el almacén desde el que estaba teletransportando sus armas. Algún tiempo después, en un esfuerzo por proporcionar una salida a las crecientes tensiones en la prisión de la isla Stryker, un combate de boxeo entre los dos Bloodsports es organizado. Trent puede activar su teletransportador y traer armas. En la confusión resultante, DuBois muere mientras intenta escapar. Trent es luego quemado en su celda de la prisión por la Hermandad por mostrar debilidad frente a DuBois. La tecnología del teletransportador ha sido utilizada desde entonces por el vigilante anticorporativo Demolitia.

### Bloodsport III
Un personaje desconocido tomó el manto de Bloodsport y finalmente se asoció con Hellgrammite, Silver Banshee, Hombre Kryptonita, Toyman, Puzzler, Livewire y Riot para enfrentarse a Superman. Superman intentó detener a todos los villanos, especialmente cuando Bloodsport le disparó a Jimmy Olsen, a lo que la bala se detuvo. Después de estos eventos, Bloodsport apareció entre la multitud de villanos transportados a otro planeta en Salvation Run; y ser una amenaza rápidamente derrotada por Guardián.

## Caracterización

### Personalidad
DuBois finge ser un amargado veterano de Vietnam que se siente enormemente traicionado y rechazado por su país, por lo que disfruta de una ira poderosa y justa hacia sus compatriotas estadounidenses por desperdiciar las libertades que supuestamente ayudó a preservar la invasión de Vietnam. Sin embargo, no tiene experiencia de primera mano sobre esta guerra, ergo, sus discursos y su carácter se extraen en gran medida de películas sobre la guerra y las representaciones populares de los veteranos de la guerra de Vietnam. Aunque al principio parecía consciente de que su personaje de veterinario era ficticio, se volvió cada vez más delirante y disociado. Descrito como un hombre muy violento y poderoso, DuBois se sumergió en una fantasía permanente sobre ser un soldado, e incluso fue temido por los otros prisioneros peligrosos en la prisión de la isla Stryker en Metrópolis.

## Poderes y habilidades
Si bien Robert DuBois no tiene poderes sobrehumanos, demostró ser un formidable combatiente cuerpo a cuerpo cuando fue necesario debido a su excelente condición física y su valentía como luchador. Está en posesión de un dispositivo que le permite teletransportarle armamento de alta tecnología desde un lugar distante a un ritmo instantáneo, y muchos son prototipos únicos de proyectos de investigación avanzados de LexCorp. Superman ha descrito el arsenal como "extradimensional" tanto en calidad como en cantidad.
Es increíblemente fuerte y significativamente más duradero que el humano promedio, como lo demuestra su supervivencia de varios altercados físicos con Superman. Los reflejos y sentidos de DuBois son extraordinariamente agudos y le permiten responder a Deadshot y alarmar a Superman. Es un tirador rápido y preciso con una amplia variedad de armas de fuego, desde pistolas hasta armas de hombro. Es un tirador completamente ambidiestro y puede disparar sin perder precisión o velocidad. Además de su enorme tamaño y musculatura, el loco DuBois parece tener un nivel significativo de fuerza e intensidad maníacas: En un combate de boxeo se enfrentó cara a cara con Alexander Trent, un hombre con una fuerza y reflejos casi sobrehumanos.

## En otros medios

### Televisión
- La encarnación de Bloodsport de Robert DuBois apareció en la serie animada Liga de la Justicia Ilimitada.[68][69][70] Introducida en el episodio "Fight Club", esta versión era un luchador en el Meta-Brawl de Roulette. Cuando Flecha Verde y Canario Negro intentaron acabar con la Meta-Brawl, DuBois y los otros luchadores intentaron luchar contra ellos, pero fueron sometidos. A partir del episodio "El Gran Robo de Cerebros", Bloodsport se convirtió en miembro de la Sociedad Secreta de Gorilla Grodd.[70] Cuando Lex Luthor lideró un motín, Bloodsport se unió a Grodd en su intento fallido de recuperar su posición como líder del grupo.[71] Sin embargo, Bloodsport desertó más tarde al lado de Luthor.[71]
- Un personaje basado en Bloodsport llamado Van McNulty (interpretado por Jesse Metcalfe) apareció en el episodio de acción en vivo de Smallville, "Extinction".[72] Van era un graduado de la escuela secundaria que se convirtió en un operativo de la Infantería de Marina de las Fuerzas Especiales especializado en combate de largo alcance. Su padre y compañero mocoso del ejército, Ray McNulty, fue asesinado por la cambiaformas metahumana Tina Greer mientras se hacía pasar por Whitney Fordman. Después de ser infectado y resucitado por un meteorito, Van se vengó del resto de la comunidad superpoderosa en Smallville, Kansas, rastreando y asesinando a otros "fanáticos de los meteoritos" a través del blog de medios de Chloe Sullivan mientras dejaba la Kryptonita Verde detrás grabado con la palabra "Freak" en ellos. Clark Kent lo detiene y lo encarcela en el Sanatorio Belle Reve, donde volvería a reunirse con algunos de los otros enemigos de Clark. En el episodio "Asylum", Van recogió un trozo de kryptonita para matar a Clark, pero lo traicionaron y le rompieron el cuello mientras levantaba pesas.[73]
- La encarnación de Bloodsport de Robert DuBois aparece en la serie de acción en vivo de Supergirl, episodio "Girl of Steel", interpretado por David St. Louis.[74] Esta versión fue originalmente parte del ejército hasta que lo atraparon robando armamento y se convirtió en un mercenario y terrorista.[75] DuBois es contratado por Morgan Edge para atacar la estatua de la Chica de Acero y destruir el área circundante.[76] Sin embargo, Supergirl se da cuenta del ataque mientras DuBois está bajo el agua y levanta su barco, frustrando sus planes y viéndolo al ser arrestado.[77]

### Película
- La encarnación de Alexander Trent de Bloodsport aparece en la película original animada de DC Universe, Justice League vs. The Fatal Five, con la voz de Tom Kenny.[78] Esta versión se describe como un teórico de la conspiración trastornado en lugar de un supremacista blanco.[79] Mantiene a un rehén de la sala de redacción hasta que Miss Martian y Batman lo arrestan.[80]
- La encarnación de Bloodsport de Robert DuBois aparece en la película de acción en vivo de 2021 El Escuadrón Suicida, interpretado por el actor Idris Elba.[81][82] Esta versión se representa como un mercenario británico negro armado con un traje de alta tecnología que solo él puede usar,[83][84] que está cumpliendo condena por dispararle a Superman con una bala de Kryptonita.[85][86] Después de ser condenado en prisión, Amanda Waller obliga a DuBois a unirse al Escuadrón Suicida y lo envía con Christopher Smith / Peacemaker, Rey Tiburón, Cleo Cazo / Ratcatcher 2 y Abner Krill / Polka-Dot Man para destruir una instalación de investigación de la era nazi relacionada con el Proyecto Starfish en la nación insular de Corto Maltés. Dubois y sus compañeros de equipo se infiltran con éxito en la isla, se conectan con los insurgentes a favor de la democracia que planean retomar la isla y rescatan a Rick Flag y Harley Quinn, que fueron enviados a la isla con un escuadrón anterior. Tiene una hija llamada Tyla y a menudo choca con Peacemaker mientras desarrolla un vínculo emocional con Cleo, a pesar de su miedo a las ratas. Tiene una actitud seria y curtida en la batalla, pero es compasivo con aquellos que le importan. Dubois salva a Cleo de Peacemaker mientras mata a Flag e intenta matarla por intentar filtrar un secreto del gobierno de los EE. UU. Relacionado con el Proyecto Starfish. Él toma el liderazgo de los miembros restantes del escuadrón después de la muerte de Flag y después de que Starro escapa tras la destrucción de la instalación, Bloodsport desafía las órdenes de Waller de abandonar la isla, inspirando a los otros miembros del escuadrón a derrotar a Starro y salvar la isla de la destrucción total. Tras la victoria del equipo, chantajea a Waller para que los libere amenazando con revelar los secretos del gobierno. Elba originalmente había sido elegido para interpretar al personaje de Floyd Lawton / Deadshot, reemplazando al actor Will Smith de Suicide Squad de (2016).[87] Sin embargo, Warner Bros. y el mismo director de la cinta, James Gunn finalmente decidieron que Elba interpretara a este nuevo personaje independiente, de este modo dando una posibilidad a que el mismo Will Smith pueda volver a interpretar al personaje de Floyd Lawton en alguna secuela futura.[88]

### Videojuegos
- Bloodsport aparece como una skin jugable en el videojuego Fortnite